# Liste der Wangerooger Fährschiffe
Die Liste der Wangerooger Fährschiffe enthält Fährschiffe der DB Fernverkehr/Reederei Warrings, die für die Nordseeinsel Wangerooge im Einsatz waren oder sind.
| Bild          | Name während der Dienstzeit | Dienstzeit | Baujahr | Schiffstyp     | IMO-Nr. / letzter/heutiger Name |
| ------------- | --------------------------- | ---------- | ------- | -------------- | ------------------------------- |
|               | Wangerooge                  | seit 1985  | 1985    | Seebäderschiff | 8417247                         |
|               | Harle Gatt                  | seit 1999  | 1999    | RoRo-Schiff    | 9212814                         |
| Harle Express | Harle Express               | seit 2021  | 2021    | RoRo-Schiff    | 9895824                         |
|               | Harle Sand                  | 1977–2017  | 1972    | Seebäderschiff | 8397248                         |
|               | Harlingerland               | seit 1979  | 1979    | Seebäderschiff | 7904592                         |
|               | Stadt Wittmund              | 1980–1985  | 1971    | Seebäderschiff | 7114587 / Harle Kurier          |
|               | Wangerooge                  | 1960–1985  | 1960    | Seebäderschiff | 5386021 / Jade Perle            |
|               | Oldenburg                   | 1958–1982  | 1958    | Seebäderschiff | 5262146                         |
|               | Jens Albrecht III           | seit 2008  | 1935    | Seebäderschiff | 8745931                         |